# 潮河镇 (泸县)
潮河镇，是中华人民共和国四川省泸州市泸县下辖的一个乡镇级行政单位。

## 行政区划
潮河镇下辖以下地区：
桂苑社区、天才村、龙江村、伏鱼村、五谷寺村、王庄村、潮河村、红兴村、王坪村、唐寺村、桂凤村、后湾村、天堂坝村和朱家坪村。